# Arrondissement Maaseik
Het arrondissement Maaseik is een van de drie arrondissementen van de provincie Limburg. Het arrondissement heeft een oppervlakte van 910,44 km² en telde 259.943 inwoners op 1 januari 2025.
Het arrondissement is enkel een bestuurlijk arrondissement. Gerechtelijk behoort het arrondissement tot het gerechtelijk arrondissement Limburg.
Dit arrondissement maakt deel uit van het kiesarrondissement Limburg bij de verkiezingen voor de provincieraad.

## Geschiedenis
Het arrondissement Maaseik ontstond in 1839 na de splitsing van de provincie Limburg in een Belgisch en een Nederlands deel. Het arrondissement bestond uit de Belgische gemeenten van het arrondissement Roermond en het kanton Peer dat tot dan toe tot het arrondissement Hasselt had behoord.
In 1843, bij de definitieve vastlegging van de Belgisch-Nederlandse grens werden Nederlandse gebiedsdelen bij Kessenich en bij Lommel gevoegd.
In 1971 werd Neerglabbeek overgenomen van het arrondissement Hasselt om de fusiegemeente Gruitrode te vormen. Van het arrondissement Tongeren werden Lanklaar en Stokkem aangehecht om zo de fusiegemeente Dilsen te kunnen vormen.
Op 1 januari 2019 werden de gemeenten Neerpelt en Overpelt gefuseerd tot Pelt en werd Opglabbeek overgenomen van het arrondissement Hasselt om met Meeuwen-Gruitrode de fusiegemeente Oudsbergen te vormen. Hiermee verminderde het aantal gemeenten in het arrondissement Maaseik van dertien naar twaalf maar breidde de oppervlakte uit met 24,98 km² naar 910,44 km².

## Administratieve indeling

### Structuur
| Maaseik          | Maaseik          | Supranationaal         | Nationaal              | Nationaal                         | Gemeenschap       | Gewest            | Provincie         | Arrondissement           | Provinciedistrict              | Kanton          | Gemeente        | District         |
| ---------------- | ---------------- | ---------------------- | ---------------------- | --------------------------------- | ----------------- | ----------------- | ----------------- | ------------------------ | ------------------------------ | --------------- | --------------- | ---------------- |
| Administratief   | Niveau           | Europese Unie          | België                 | België                            | Vlaanderen        | Vlaanderen        | Limburg           | Maaseik                  | Maaseik                        | Maaseik         | 12              | -                |
| Administratief   | Bestuur          | Europese Commissie     | Belgische regering     | Belgische regering                | Vlaamse regering  | Vlaamse regering  | Deputatie         | Deputatie                | Deputatie                      | Deputatie       | Gemeentebestuur | Districtscollege |
| Administratief   | Raad             | Europees Parlement     | Senaat                 | Kamer van volksvertegenwoordigers | Vlaams Parlement  | Vlaams Parlement  | Provincieraad     | Provincieraad            | Provincieraad                  | Provincieraad   | Gemeenteraad    | Districtsraad    |
| Kiesomschrijving | Kiesomschrijving | Nederlands Kiescollege | Nederlands Kiescollege | Kieskring Limburg                 | Kieskring Limburg | Kieskring Limburg | Kieskring Limburg | Hasselt-Tongeren-Maaseik | Peer, Neerpelt en Maasmechelen | 5               | 12              | -                |
| Verkiezing       | Verkiezing       | Europese               | Federale               | Federale                          | Vlaamse           | Vlaamse           | Provincieraads-   | Provincieraads-          | Provincieraads-                | Provincieraads- | Gemeenteraads-  | Districtsraads-  |

| Kantons: | | |
| - Maaseik - Bree | - Peer - Pelt | |
| Gemeenten: | | |
| - Bocholt - Bree (stad) - Dilsen-Stokkem (stad) - Hamont-Achel (stad)                                                       | - Hechtel-Eksel - Houthalen-Helchteren - Kinrooi - Lommel (stad)                                                                                              | - Maaseik (stad) - Oudsbergen - Peer (stad) - Pelt                                                                                                 |
| Deelgemeenten: | | |
| - Achel - Beek - Bocholt - Bree - Dilsen - Eksel - Elen - Ellikom - Gerdingen - Grote-Brogel - Gruitrode - Hamont - Hechtel | - Helchteren - Houthalen - Kaulille - Kessenich - Kinrooi - Kleine-Brogel - Lanklaar - Lommel - Maaseik - Meeuwen - Molenbeersel - Neerglabbeek - Neeroeteren | - Neerpelt - Opoeteren - Ophoven - Opitter - Overpelt - Peer - Reppel - Rotem - Sint-Huibrechts-Lille - Stokkem - Tongerlo - Wijchmaal - Wijshagen |

## Demografische evolutie
- Bron:NIS - Opm:1806 t/m 1980=volkstellingen; vanaf 1990= inwoneraantal per 1 januari

| Inwoners van jaar tot jaar op 1 januari 1992 tot heden | Inwoners van jaar tot jaar op 1 januari 1992 tot heden | Inwoners van jaar tot jaar op 1 januari 1992 tot heden |
| Jaar                                                   | Aantal                                                 | Evolutie: 1992=index 100                               |
| ------------------------------------------------------ | ------------------------------------------------------ | ------------------------------------------------------ |
| 1992                                                   | 204.437                                                | 100,0                                                  |
| 1993                                                   | 206.703                                                | 101,1                                                  |
| 1994                                                   | 208.631                                                | 102,1                                                  |
| 1995                                                   | 210.617                                                | 103,0                                                  |
| 1996                                                   | 212.316                                                | 103,9                                                  |
| 1997                                                   | 214.367                                                | 104,9                                                  |
| 1998                                                   | 216.044                                                | 105,7                                                  |
| 1999                                                   | 217.411                                                | 106,3                                                  |
| 2000                                                   | 218.733                                                | 107,0                                                  |
| 2001                                                   | 220.231                                                | 107,7                                                  |
| 2002                                                   | 221.580                                                | 108,4                                                  |
| 2003                                                   | 222.793                                                | 109,0                                                  |
| 2004                                                   | 223.902                                                | 109,5                                                  |
| 2005                                                   | 225.323                                                | 110,2                                                  |
| 2006                                                   | 226.603                                                | 110,8                                                  |
| 2007                                                   | 228.034                                                | 111,5                                                  |
| 2008                                                   | 229.466                                                | 112,2                                                  |
| 2009                                                   | 231.326                                                | 113,2                                                  |
| 2010                                                   | 232.735                                                | 113,8                                                  |
| 2011                                                   | 234.177                                                | 114,5                                                  |
| 2012                                                   | 235.305                                                | 115,1                                                  |
| 2013                                                   | 236.417                                                | 115,6                                                  |
| 2014                                                   | 237.288                                                | 116,1                                                  |
| 2015                                                   | 238.338                                                | 116,6                                                  |
| 2016                                                   | 238.944                                                | 116,9                                                  |
| 2017                                                   | 239.842                                                | 117,3                                                  |
| 2018                                                   | 240.511                                                | 117,6                                                  |
| 2019                                                   | 251.589                                                | 123,1                                                  |
| 2020                                                   | 252.115                                                | 123,3                                                  |
| 2021                                                   | 252.731                                                | 123,6                                                  |
| 2022                                                   | 254.645                                                | 124,6                                                  |
| 2023                                                   | 257.393                                                | 125,9                                                  |
| 2024                                                   | 258.469                                                | 126,4                                                  |
| 2025                                                   | 259.943                                                | 127,2                                                  |

Aalst · Aarlen · Aat · Antwerpen · Bastenaken · Bergen · Borgworm · Brugge · Brussel-Hoofdstad · Charleroi · Dendermonde · Diksmuide · Dinant · Doornik-Moeskroen · Eeklo · Gent · Halle-Vilvoorde · Hasselt · Hoei · Ieper · Kortrijk · La Louvière · Leuven · Luik · Maaseik · Marche-en-Famenne · Mechelen · Namen · Neufchâteau · Nijvel · Oostende · Oudenaarde · Philippeville · Roeselare · Sint-Niklaas · Thuin · Tielt · Tongeren · Turnhout · Verviers · Veurne · Virton · Zinnik
Landen:  België ·  Duitsland ·  Nederland

NUTS 2-regio's: Limburg (BE) · Limburg (NL) (deels) · Luik (deels) · Regierungsbezirk Keulen (deels)

NUTS 3-regio's: Stedenregio Aken · Arrondissement Borgworm · Duitstalige Gemeenschap · Kreis Düren · Kreis Euskirchen · Arrondissement Hasselt · Kreis Heinsberg · Arrondissement Hoei · Arrondissement Luik · Arrondissement Maaseik · Midden-Limburg · Arrondissement Tongeren · Arrondissement Verviers · Zuid-Limburg